# Treschenu-Creyers
Treschenu-Creyers era una comuna francesa que estaba situada en el departamento de Drôme, de la región de Auvernia-Ródano-Alpes que el 1 de enero de 2019 pasó a formar parte de la comuna nueva de Châtillon-en-Diois como comuna delegada.

## Historia
Fue creada en 1972 con la unión de las comunas de Creyers y Treschenu.

## Demografía
| Gráfica de evolución demográfica de Treschenu-Creyers entre 1975 y 2016 |
|                                                                         |

Los datos demográficos contemplados en este gráfico de la comuna de Treschenu-Creyers se han cogido de 1975 a 1999 de la página francesa EHESS/Cassini, y los demás datos de la página del INSEE.